# Trinium
El Trinium es un material ficticio utilizado en las series de tv Stargate SG-1 y Stargate Atlantis.
El trinium  es un metal muy débil y frágil en forma bruta, careciendo de cualquier utilidad. Sin embargo, al refinarlo, se obtiene una sustancia 100 veces más fuerte y más liviana que el acero.
Este fue la base de la extinta raza Tolan, permitiéndoles grandes avances técnicos y científicos.
El Comando Stargate ha procurado conseguir reservas de este material en varias ocasiones.
Entre las utilidades que los Tau'ri le han dado al Trinium se destacan el Iris actual del Stargate compuesto de una aleación de Trinium-Titanio, y los cascos de las naves terrestres como el Prometheus y los BC-304.
Los Asgard también utilizan el Trinium en sus Cruceros de batalla clase O'Neill (excepto en el primero que se utilizó para destruir tres naves Replicantes), ya que sus cascos están compuestos de una aleación de Trinium-Carbono-naquadah.
- Datos: Q3088100